# WTA de Budapeste
O WTA de Budapeste – ou Hungarian Grand Prix, na última edição – é um torneio de tênis profissional feminino, de nível WTA 250.
Realizado em Budapeste, capital da Hungria, estreou em 1993, teve três hiatos e retornou em 2021, em substituição a Bucareste. Os jogos são disputados em quadras de saibro durante o mês de julho.

## Finais

### Simples
| Ano                                     | Campeã                 | Vice-campeã             | Resultado      |
| --------------------------------------- | ---------------------- | ----------------------- | -------------- |
| 2024                                    | Diana Shnaider         | Aliaksandra Sasnovich   | 6–4, 6–4       |
| 2023                                    | Maria Timofeeva        | Kateryna Baindl         | 6–3, 3–6, 6–0  |
| 2022                                    | Bernarda Pera          | Aleksandra Krunić       | 6–3, 6–3       |
| 2021                                    | Yulia Putintseva       | Anhelina Kalinina       | 6–4, 6–0       |
| Torneio não realizado em 2020           |                        |                         |                |
| 2019                                    | Alison Van Uytvanck    | Markéta Vondroušová     | 1–6, 7–5, 6–2  |
| 2018                                    | Alison Van Uytvanck    | Dominika Cibulková      | 6–3, 3–6, 7–5  |
| 2017                                    | Tímea Babos            | Lucie Šafářová          | 46–7, 6–4, 6–3 |
| Torneio não realizado entre 2016 e 2014 |                        |                         |                |
| 2013                                    | Simona Halep           | Yvonne Meusburger       | 6–3, 76–7, 6–1 |
| 2012                                    | Sara Errani            | Elena Vesnina           | 7–5, 6–4       |
| 2011                                    | Roberta Vinci          | Irina-Camelia Begu      | 6–4, 1–6, 6–4  |
| 2010                                    | Ágnes Szávay           | Patty Schnyder          | 6–2, 6–4       |
| 2009                                    | Ágnes Szávay           | Patty Schnyder          | 2–6, 6–4, 6–2  |
| 2008                                    | Alizé Cornet           | Andreja Klepač          | 7–65, 6–3      |
| 2007                                    | Gisela Dulko           | Sorana Cîrstea          | 26–7, 6–2, 6–2 |
| 2006                                    | Anna Smashnova         | Lourdes Domínguez Lino  | 6–1, 6–3       |
| 2005                                    | Anna Smashnova         | Catalina Castaño        | 6–2, 6–2       |
| 2004                                    | Jelena Janković        | Martina Suchá           | 7–64, 6–3      |
| 2003                                    | Magüi Serna            | Alicia Molik            | 3–6, 7–5, 6–4  |
| 2002                                    | Martina Müller         | Myriam Casanova         | 6–2, 3–6, 6–4  |
| 2001                                    | Magdalena Maleeva      | Anne Kremer             | 3–6, 6–2, 6–4  |
| 2000                                    | Tathiana Garbin        | Kristie Boogert         | 6–2, 7–64      |
| 1999                                    | Sarah Pitkowski        | Cristina Torrens Valero | 6–2, 6–2       |
| 1998                                    | Virginia Ruano-Pascual | Silvia Farina           | 6–4, 4–6, 6–3  |
| 1997                                    | Amanda Coetzer         | Sabine Appelmans        | 6–1, 6–3       |
| 1996                                    | Ruxandra Dragomir      | Melanie Schnell         | 7–66, 6–1      |
| Torneio não realizado entre 1995 e 1994 |                        |                         |                |
| 1993                                    | Zina Garrison-Jackson  | Sabine Appelmans        | 7–5, 6–2       |

### Duplas
| Ano                                     | Campeãs                                  | Vice-campeãs                                  | Resultado         |
| --------------------------------------- | ---------------------------------------- | --------------------------------------------- | ----------------- |
| 2024                                    | Katarzyna Piter Fanny Stollár            | Anna Danilina Irina Khromacheva               | 6–3, 3–6, [10–3]  |
| 2023                                    | Katarzyna Piter Fanny Stollár            | Jessie Aney Anna Sisková                      | 6–4, 4–6, [10–4]  |
| 2022                                    | Ekaterine Gorgodze Oksana Kalashnikova   | Katarzyna Piter Kimberley Zimmermann          | 1–6, 6–4, [10–6]  |
| 2021                                    | Mihaela Buzărnescu Fanny Stollár         | Aliona Bolsova Tamara Korpatsch               | 6–4, 6–4          |
| Torneio não realizado em 2020           |                                          |                                               |                   |
| 2019                                    | Ekaterina Alexandrova Vera Zvonareva     | Fanny Stollár Heather Watson                  | 6–4, 4–6, [10–7]  |
| 2018                                    | Georgina García Pérez Fanny Stollár      | Kirsten Flipkens Johanna Larsson              | 4–6, 6–4, [10–3]  |
| 2017                                    | Hsieh Su-wei Oksana Kalashnikova         | Arina Rodionova Galina Voskoboeva             | 6–3, 4–6, [10–4]  |
| Torneio não realizado entre 2016 e 2014 |                                          |                                               |                   |
| 2013                                    | Andrea Hlaváčková Lucie Hradecká         | Nina Bratchikova Anna Tatishvili              | 6–4, 6–1          |
| 2012                                    | Janette Husárová Magdaléna Rybáriková    | Eva Birnerová Michaëlla Krajicek              | 6–4, 6–2          |
| 2011                                    | Anabel Medina Garrigues Alicja Rosolska  | Natalie Grandin Vladimíra Uhlířová            | 6–2, 6–2          |
| 2010                                    | Tímea Bacsinszky Tathiana Garbin         | Sorana Cîrstea Anabel Medina Garrigues        | 6–3, 6–3          |
| 2009                                    | Alisa Kleybanova Monica Niculescu        | Alona Bondarenko Kateryna Bondarenko          | 6–4, 7–65         |
| 2008                                    | Alizé Cornet Janette Husárová            | Vanessa Henke Ioana Raluca Olaru              | 56–7, 6–1, [10–6] |
| 2007                                    | Ágnes Szávay Vladimíra Uhlířová          | Martina Müller Gabriela Navrátilová           | 7–5, 6–2          |
| 2006                                    | Janette Husárová Michaëlla Krajicek      | Lucie Hradecká Renata Voráčová                | 4–6, 6–4, 6–4     |
| 2005                                    | Émilie Loit Katarina Srebotnik           | Lourdes Domínguez Lino Marta Marrero          | 6–1, 3–6, 6–2     |
| 2004                                    | Petra Mandula Barbara Schett             | Ágnes Szávay Virag Nemeth                     | 6–3, 6–2          |
| 2003                                    | Petra Mandula Elena Tatarkova            | Conchita Martínez Granados Tatiana Perebiynis | 6–3, 6–1          |
| 2002                                    | Émilie Loit Catherine Barclay            | Elena Bovina Zsófia Gubacsi                   | 4–6, 6–3, 6–3     |
| 2001                                    | Janette Husárová Tathiana Garbin         | Zsófia Gubacsi Dragana Zarić                  | 6–1, 6–3          |
| 2000                                    | Lubomira Bacheva Cristina Torrens Valero | Jelena Kostanić Sandra Nacuk                  | 6–0, 6–2          |
| 1999                                    | Evgenia Kulikovskaya Sandra Nacuk        | Laura Montalvo Virginia Ruano Pascual         | 6–3, 6–4          |
| 1998                                    | Virginia Ruano-Pascual Paola Suárez      | Cătălina Cristea Laura Montalvo               | 4–6, 6–1, 6–1     |
| 1997                                    | Amanda Coetzer Alexandra Fusai           | Eva Martincová Elena Wagner                   | 6–3, 6–1          |
| 1996                                    | Katrina Adams Debbie Graham              | Radka Bobková Eva Melicharová                 | 6–3, 7–63         |
| Torneio não realizado entre 1995 e 1994 |                                          |                                               |                   |
| 1993                                    | Inés Gorrochategui Caroline Vis          | Sandra Cecchini Patricia Tarabini             | 6–1, 6–3          |